# Vimpel

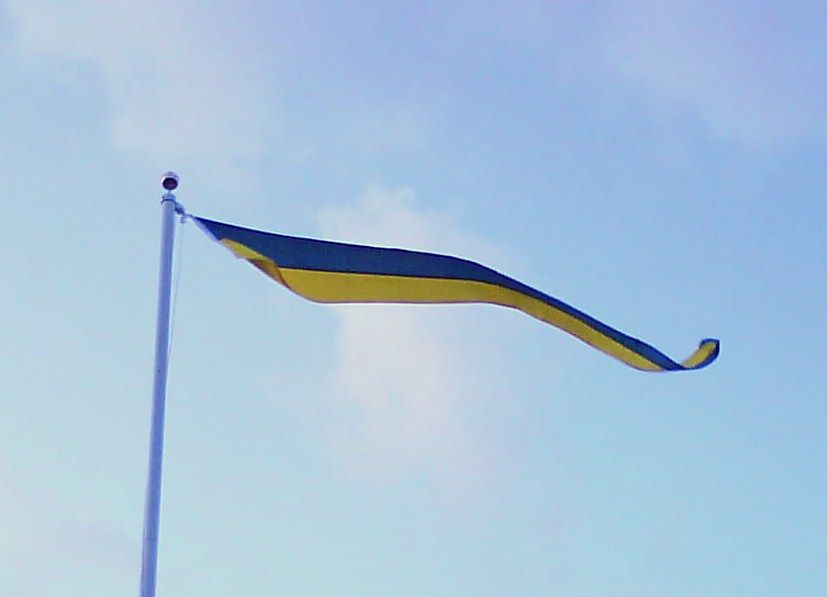
Svensk vimpel

En vimpel är en avlång tillspetsad och i vissa fall kluven flaggduk som antingen kan ersätta en nationsflagga då flaggning inte sker eller som kan agera symbol i sig självt. Vanligen har nationsvimplar samma färger som flaggan eller vapnet för det territorium den representerar och bör vara c:a en tredjedel av flaggstångens längd. En vimpel kan vara hissad dygnet runt. I Sverige finns även en örlogsvimpel.

## Nationsvimplar
En dansk vimpel brukar vanligtvis vara röd med ett vitt kors som påminner om Danmarks flagga.
En svensk vimpel är delad längs med vimpelns längd i ett blått och ett gult fält; vimpel skall hissas så det blå fältet är överst. Under senare år har det dock blivit vanligt med en blågul korsvimpel som är mycket lik den danska vimpeln men denna utformning har inget stöd i traditionen varför Riksarkivet avråder från all användning av denna.
Den tyska vimpeln har samma färger som Tysklands flagga och färgfälten ska också gå i samma ordningsföljd, dvs svart överst sedan rött och guld längst ner. Färgerna ligger inte alltid i den ordning som gäller på landets nationsflagga. Ett par exempel är vimplar i Frankrike och Irland. Dessa två länder har på sina nationsflaggor tre lodräta fält. En fransk vimpel har samma färger som Frankrikes flagga och en irländsk vimpel som Irlands flagga men färgfälten är istället vågräta på vimplarna i dessa länder. I Nederländerna har man en vimpel som inte alls liknar färgerna på Nederländernas flagga då vimpeln i Nederländerna istället är enfärgad i orange. Den variant med samma färger som nationsflaggan kan förekomma men denna har inget stöd i traditionen.

## Husbondsvimplar
I Finland används dessutom ofta husbondsvimplar. Vimplarna har olika färger beroende på landskap och om invånarna är finsk- eller svenskspråkiga.